# Абдраимов, Кудайкул
Кудайкул Абдраимов (кирг. Кудайкул Абдраимов; 1917 год — 1982 год) — председатель колхоза имени Энгельса Базар-Курганского района Джалал-Абадской области, Киргизская ССР. Герой Социалистического Труда (1958). Депутат Верховного Совета Киргизской ССР 5-7 созывов.

## Биография
Трудился в различных сельскохозяйственных предприятиях Киргизии. В 1944 году вступил в ВКП(б). Был председателем Ленинского райисполкома Ошской области. С 1951 года — председатель овцеводческого колхоза имени Ленина Базар-Курганского района.
В 1957 году колхоз имени Энгельса вырастил в среднем по 117 ягнят от каждых ста овцематок. План по настригу шерсти был выполнен на 136 %. Указом Президиума Верховного Совета СССР от 16 октября 1958 года удостоен звания Героя Социалистического Труда с вручением ордена Ленина и золотой медали «Серп и Молот».
Избирался депутатом Верховного Совета Киргизской ССР 5-7 созывов.
Награды
- Орден Ленина
- Орден Трудового Красного Знамени